# René Truninger

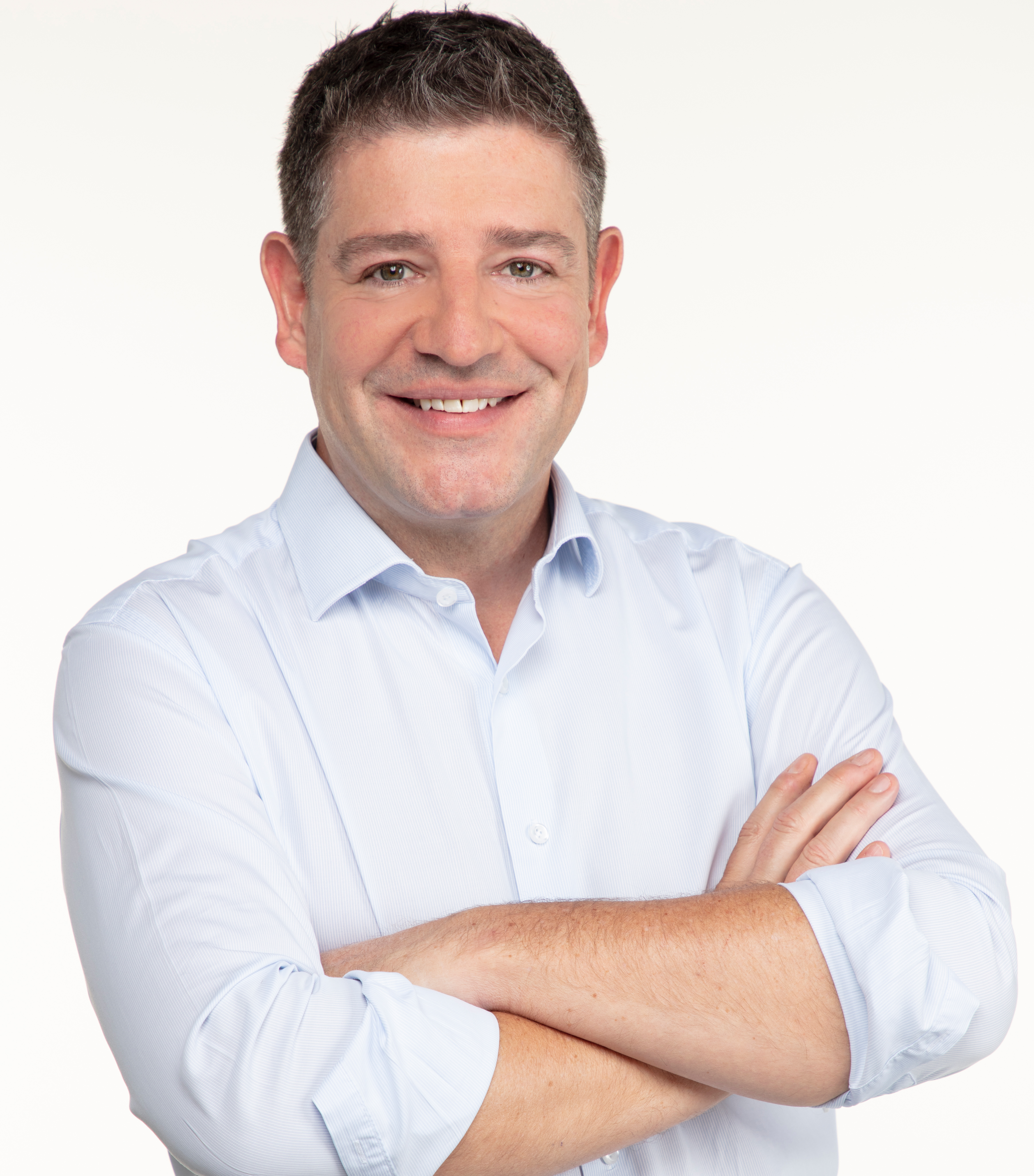
René Truninger (2019)

René Truninger (* 10. September 1967 in Rickenbach ZH) ist ein Schweizer Politiker (SVP) und Unternehmer.

## Leben
Truninger wurde im 2010 in den Grossen Gemeinderat von Illnau-Effretikon und 2011 in die Rechnungsprüfungskommission (RPK) gewählt und übernahm 2014 das Amt des Fraktionspräsidenten.
Im 2015 wurde Truninger für den Bezirk Pfäffikon beim ersten Versuch in den Kantonsrat des Kantons Zürich gewählt. Dort sass er in der Aufsichtskommission Bildung und Gesundheit, welche er von November 2015 bis April 2019 präsidierte.
Im März 2019 wurde er mit dem besten Resultat im Bezirk Pfäffikon wieder in den Kantonsrat gewählt und ist dort Mitglied der Kommission für soziale Sicherheit und Gesundheit. Die Delegierten der SVP des Kantons Zürich haben Truninger im Mai 2019 für die Nationalratsliste nominiert.
Truninger wohnt in Effretikon, ist verheiratet und hat zwei Kinder.